# Discografia de Pee Wee
A discografia de Pee Wee, compreende dois álbuns inéditos, uma trilha sonora e oito singles lançados, sendo cinco singles próprios e três participações, lançados em dois anos de carreira solo.

## Álbuns

### Álbuns em Estúdio
| Ano  | Álbum                                                                                               | Posições | Posições  | Posições      | Posições | Vendas e Certificações                       |
| Ano  | Álbum                                                                                               | USA      | USA Latin | USA Latin Pop | MEX      | Vendas e Certificações                       |
| ---- | --------------------------------------------------------------------------------------------------- | -------- | --------- | ------------- | -------- | -------------------------------------------- |
| 2009 | Yo Soy - Lançamento: 11 de agosto de 2009 - Formatos: CD, download digital - Gravadora: EMI         | 181      | 4         | 1             | 23       | - Vendas Totais: 500.000 - AMPROFON: Platina |
| 2010 | Déjate Querer - Lançamento: 7 de dezembro de 2010 - Formatos: CD, download digital - Gravadora: EMI |          |           |               | 27       |                                              |

## Singles
| Ano  | Título                            | Posições | Posições | Posições | Posições | Posições | Posições | Posições  | Posições      | Posições     | Álbum         |
| Ano  | Título                            | MEX      | ELS      | GUA      | PAN      | PAR      | POC      | USA Latin | USA Latin Pop | USA Tropical | Álbum         |
| ---- | --------------------------------- | -------- | -------- | -------- | -------- | -------- | -------- | --------- | ------------- | ------------ | ------------- |
| 2009 | "Cumbayá"                         | 7        | 12       | 6        | 2        | —        | 2        | 29        | 22            | 26           | Yo Soy        |
| 2009 | "Quédate"                         | 19       | —        | 34       | 11       | —        | 7        | 49        | 29            | —            | Yo Soy        |
| 2010 | "Un Beso"                         | 46       | —        | —        | —        | —        | —        | —         | —             | —            | Déjate Querer |
| 2011 | "Tan Feliz" (featuring Kelly Key) | —        | —        | —        | —        | 5        | —        | —         | —             | —            | Déjate Querer |

### Participações
| Ano  | Título                                        | Posições | Posições | Posições | Posições | Posições | Posições | Posições | Posições | Álbum                        |
| Ano  | Título                                        | MEX      | BOL      | CHI      | ESP      | ELS      | PER      | POC      | HSPN     | Álbum                        |
| ---- | --------------------------------------------- | -------- | -------- | -------- | -------- | -------- | -------- | -------- | -------- | ---------------------------- |
| 2008 | "Carita Bonita" (Erre XI feat. Pee Wee)       | —        | 2        | —        | —        | 3        | 2        | 1        | 30       | Luny Tunes Presents: Erre XI |
| 2010 | "Somos el Mundo" (com Artistas pelo Haiti)    | 3        | —        | —        | 31       | —        | —        | —        | —        | single para caridade         |
| 2010 | "Que Cante la Vida" (com Artistas pelo Chile) | —        | —        | 52       | —        | —        | —        | —        | —        | single para caridade         |

### Outros Singles
| Year | Song                    | Album      |
| ---- | ----------------------- | ---------- |
| 2008 | "Life Is A Dance Floor" | Yo Soy     |
| 2009 | "Esto Es Amor"          | Yo Soy     |
| 2009 | "Camaleones"            | Camaleones |

## Outras Aparições
| Ano  | Canção                               | Artista  | Álbum                        |
| ---- | ------------------------------------ | -------- | ---------------------------- |
| 2009 | "Carita Bonita (Remix)" (feat. Flex) | Erre XI  | Luny Tunes Presents: Erre XI |
| 2009 | "Cumbayá (Remix)"                    | Arcángel | álbum não nomeado            |

## Trilhas Sonoras
| Ano  | Canção                               | Álbum      |
| ---- | ------------------------------------ | ---------- |
| 2009 | "Camaleones"                         | Camaleones |
| 2009 | "Por Favor Quiéreme" (feat. Sherlyn) | Camaleones |
| 2009 | "Rompecabezas"                       | Camaleones |

## Videoclipes
| Ano  | Título              | Diretor(a)                       |
| ---- | ------------------- | -------------------------------- |
| 2008 | "Carita Bonita"     | Norgie Noriega                   |
| 2009 | "Cumbayá"           | Carlos Pérez                     |
| 2009 | "Tan Feliz"         | Eduardo Said e José Ángel García |
| 2009 | "Camaleones"        | Eduardo Said e José Ángel García |
| 2010 | "Somos el Mundo"    | Ricardo Montaner                 |
| 2010 | "Que Cante la Vida" | Alberto Plaza                    |
| 2010 | "Un Beso"           |                                  |